# 信頼度成長曲線
信頼度成長曲線（しんらいどせいちょうきょくせん 英:Software Reliability Growth Curve）とは、横軸に日付、テスト時間、またはテストケース数、縦軸に累積バグ発見数をとったグラフ。S字の成長曲線を描くことが多い。
プロジェクトの進捗状態の確認などに用いる。
決定論的モデルとして、最小二乗法でゴンペルツ曲線やロジスティック曲線に近似したり、確率モデルとして、非同次ポアソン過程モデルなどで表したりすることにより、現在の状況から今後の予想を立て、テスト進捗管理、バグ収束率の予測、残バグ数の予測などに用いることもある。
収束を見る場合に、横軸に日付を使った場合、テストをしていないからバグが出ないのか、テストをしてもバグが出ないのかの区別がつかないという問題がある。